# Tanacetum sinaicum
Tanacetum sinaicum — вид рослин з роду пижмо (Tanacetum) й родини айстрових (Asteraceae).

## Опис
Рослина шовковисто волосиста. Стебла переважно внизу вкриті листками. Листки лінійно-довгасті, 2-перисторозсічені; сегменти кулясто-лопатеві. Квіткові голови по 3–7 у щитку.

## Середовище проживання
Поширений на півдні Ізраїлю, на півдні Йорданії, в Саудівській Аравії, на Синайському п-ві (Єгипет). Населяє гірські схили.